# Hokuriku
Hokuriku (北陸地方, Hokuriku chihō, lit. ‘regió septentrional’) és una subregió dins la regió de Chūbu al Japó. S'estén al llarg de la part nord-oest de Honshu, l'illa principal de l'arxipèlag japonès. Es troba al llarg del Mar del Japó dins la regió Chūbu. Equival gairebé a la Província de Koshi i la zona de Hokurikudō del Japó premodern.

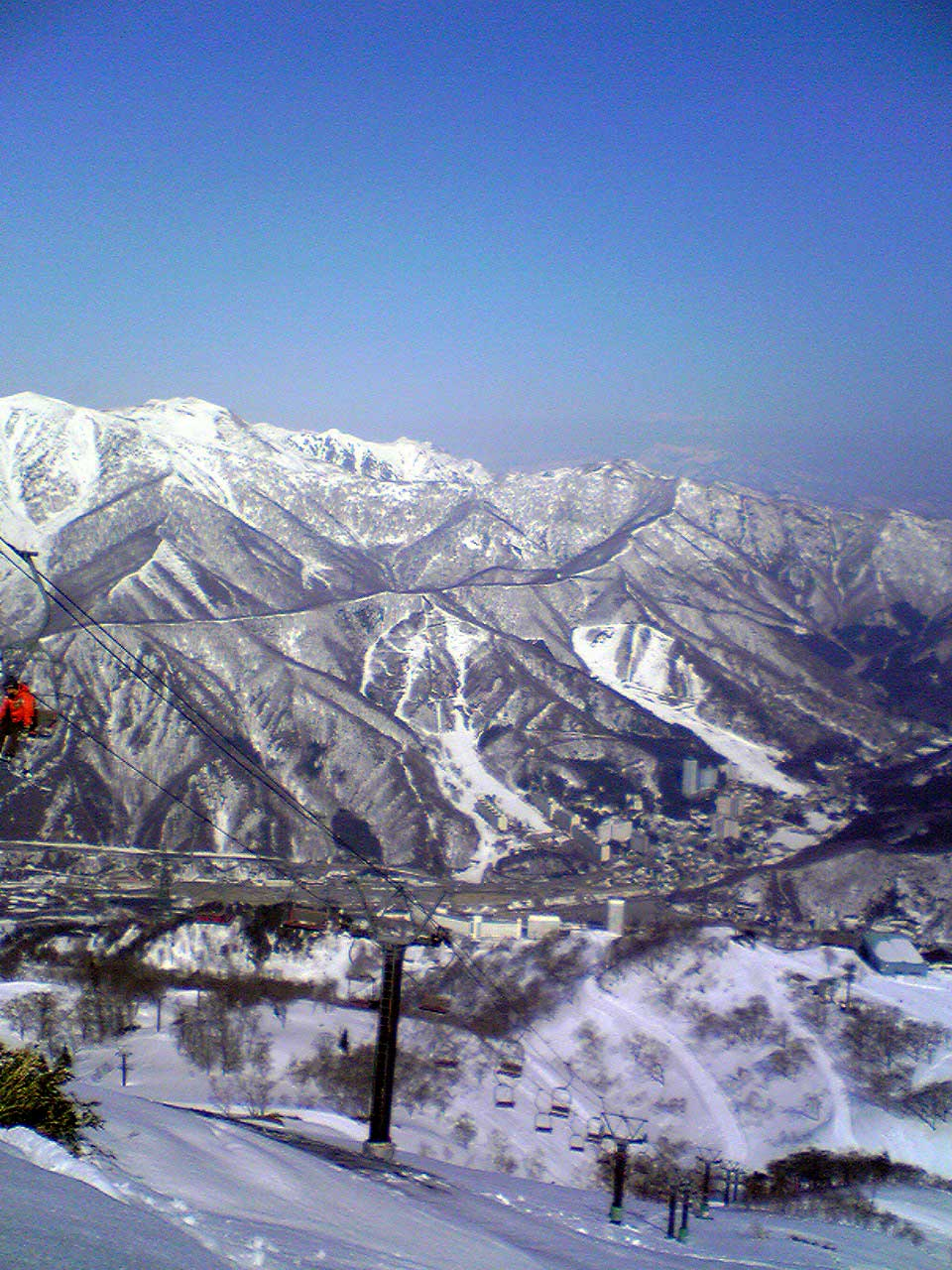
Estació d'esquí de Naeba, Yuzawa, Niigata

La regió de Hokuriku inclou les quatre prefectures d'Ishikawa, Fukui, Niigata i Toyama, malgrat que Niigata de vegades s'inclou en una de les següents regions:
- Shin'etsu, 信越, inclou les prefectures de Niigata i Nagano
- La regió de Kōshin'etsu inclou les prefectures de Niigata, Nagano i Yamanashi
- La regió de Hokushin'etsu inclou les dues regions de Hokuriku i Shin'etsu

Les principals ciutats són Niigata, Kanazawa, Toyama, Fukui, Joetsu o Nagaoka. D'aquestes, Niigata és la ciutat més gran amb uns 800.000 habitants. Les indústries principals de la zona de Hokuriku inclouen les químiques, medicina, turisme, tèxtils, maquinària pesant i agricultura i pesca. La varietat d'arròs Koshihikari, és un producte d'aquesta regió. La regió de Hokuriku té el volum més gros de neu d'entre qualsevol regió agrícola del món. Les masses d'aire fred siberià agafen humitat i precipiten en aquesta regió.